# Artemisia gorgonum
 (décembre 2021).
Si vous disposez d'ouvrages ou d'articles de référence ou si vous connaissez des sites web de qualité traitant du thème abordé ici, merci de compléter l'article en donnant les références utiles à sa vérifiabilité et en les liant à la section « Notes et références ».
Espèce
Statut de conservation UICN

 VU B1ab(ii,iv)+2ab(ii,iv) : Vulnérable
Artemisia gorgonum est une espèce de plantes à fleurs  de la famille des Asteraceae. Elle est espèce endémique du Cap-Vert.
Localement elle est connue sous le nom de « lorna » ou « losna ».
Elle joue un rôle important en médecine traditionnelle.

## Répartition et habitat
Cette espèce est présente sur les îles de Santo Antão, Santiago et Fogo. On la trouve principalement entre 800 et 2 000 m d'altitude. C'est une plante mésophyte qui pousse dans les zones semi-arides, sub-humides et humides.